# Cool for the Summer
"Cool for the Summer" là một bài hát của nghệ sĩ thu âm người Mỹ Demi Lovato. Nó được phát hành vào ngày 1 tháng 7 năm 2015 như là đĩa đơn mở đường từ album phòng thu thứ năm của Demi, Confident bởi Hollywood, Island trong khi phát hành qua các đài phát thanh bởi Republic. Bài hát được viết bởi Demi Lovato, Max Martin, Savan Kotecha, Alexander Erik, Kronlund và Ali Payami. Bài hát được viết theo phong cách rock với sự kết hợp từ các âm thanh điện tử. Bài hát gây được nhiều sự chú ý bởi lời bài hát khêu gợi tình yêu đồng giới.
Bài hát nhận được đánh giá tích cực từ các nhà phê bình âm nhạc. Họ ca ngợi khâu sản xuất của bài hát và lời bài hát khêu gợi tình yêu đồng giới. Bài hát cũng xuất hiện trong nhiều danh sách đề cử của các giải thưởng uy tín như Giải Video âm nhạc của MTV và Giải Sự lựa chọn của Giới trẻ năm 2015 cho hạng mục "Bài hát của Mùa hè". "Cool for the Summer" nhận được nhiều sự đón nhận từ người nghe, trong lần ấn hành vào ngày 18 tháng 7 năm 2015 của bảng xếp hạng Billboard Hot 100, bài hát đã ra mắt tại vị trí thứ #36, bán được khoảng 80.000 bản trong tuần đầu phát hành tại Hoa Kỳ. Sau gần 1 tháng, bài hát đã vươn đến vị trí thứ #11 và đây cũng là vị trí cao nhất của bài hát trên bảng xếp hạng này. "Cool for the Summer" trở thành đĩa đơn thứ ba của Demi lọt vào Top 20 trên Billboard Hot 100. Ngoài ra, bài hát cũng đạt được vị trí quán quân trên bảng xếp hạng Dance Club Songs. Ở Anh, bài hát đã vươn đến vị trí thứ #7 trên bảng xếp hạng UK Singles Chart. Bài hát cũng giành được nhiều thành công tại các quốc gia khác như Úc, Canada và New Zealand.
Video âm nhạc của "Cool for the Summer" đạo diễn bởi Hannah Lux Davis đã được phát hành vào ngày 23 tháng 7 năm 2015 thông qua kênh Vevo của Demi. Nó đã nhận được những phản hồi tích cực từ các nhà phê bình. Họ khen ngợi sự trưởng thành và cách diễn xuất của Demi. Để quảng bá cho bài hát, Demi đã biểu diễn nó tại nhiều chương trình TV, như The Voice Australia, Sunrise, Jimmy Kimmel Live, Giải Video âm nhạc của MTV năm 2015 và Saturday Night Live.

## Danh sách đĩa nhạc
| - CD single 1 1. "Cool for the Summer" — 3:34 2. "Cool for the Summer" (DJ Laszlo Remix) — 6:11 3. "Cool for the Summer" (Todd Terry Remix) — 4:47 4. "Cool for the Summer" (Dave Aude Remix) — 6:32 - CD single 2 1. "Cool for the Summer" — 3:34 2. "Cool for the Summer" (Liam Keegan Remix) — 5:10 3. "Cool for the Summer" (Cahill Remix) — 6:17 4. "Cool for the Summer" (Mike Cruz Remix) — 7:23 | - Tải nhạc kỹ thuật số 1. "Cool for the Summer" — 3:34 - Tải nhạc kỹ thuật số (Các bản Remix) 1. "Cool for the Summer" (Todd Terry Remix) — 4:47 2. "Cool for the Summer" (VARA Remix) — 4:25 3. "Cool for the Summer" (Dave Audé Remix) — 6:32 4. "Cool for the Summer" (Cahill Remix) — 6:17 5. "Cool for the Summer" (Plastic Plates Remix) — 4:36 6. "Cool for the Summer" (Mike Cruz Remix) — 7:23 |

## Bảng xếp hạng

### Xếp hạng tuần
| Bảng xếp hạng (2015)                      | Vị trí cao nhất |
| ----------------------------------------- | --------------- |
| Úc (ARIA)                                 | 20              |
| Bỉ (Ultratip Flanders)                    | 7               |
| Bỉ (Ultratip Wallonia)                    | 11              |
| Brazil (Hot 100 Airplay)                  | 91              |
| Canada (Canadian Hot 100)                 | 14              |
| Canada AC (Billboard)                     | 36              |
| Canada CHR/Top 40 (Billboard)             | 9               |
| Canada Hot AC (Billboard)                 | 15              |
| Cộng hòa Séc (Rádio Top 100)              | 32              |
| Cộng hòa Séc (Singles Digitál Top 100)    | 10              |
| Pháp (SNEP)                               | 64              |
| Greece (Billboard)                        | 1               |
| Hungary (Single Top 40)                   | 35              |
| Ireland (IRMA)                            | 18              |
| Italy (FIMI)                              | 52              |
| Lebanon (Lebanese Top 20)                 | 10              |
| Mexico (Billboard)                        | 10              |
| Hà Lan (Single Top 100)                   | 77              |
| New Zealand (Recorded Music NZ)           | 9               |
| Na Uy (VG-lista)                          | 31              |
| Scotland (OCC)                            | 3               |
| Slovakia (Rádio Top 100)                  | 42              |
| Slovakia (Singles Digitál Top 100)        | 16              |
| Tây Ban Nha (PROMUSICAE)                  | 13              |
| Thụy Điển (Sverigetopplistan)             | 63              |
| Thụy Sĩ (Schweizer Hitparade)             | 64              |
| Anh Quốc (OCC)                            | 7               |
| Hoa Kỳ Billboard Hot 100                  | 11              |
| Hoa Kỳ Adult Contemporary (Billboard)     | 26              |
| Hoa Kỳ Adult Pop Airplay (Billboard)      | 10              |
| Hoa Kỳ Dance/Mix Show Airplay (Billboard) | 10              |
| Hoa Kỳ Dance Club Songs (Billboard)       | 1               |
| Hoa Kỳ Pop Airplay (Billboard)            | 3               |
| Hoa Kỳ Rhythmic (Billboard)               | 31              |

### Bảng xếp hạng cuối năm
| Bảng xếp hạng (2015)             | Vị trí |
| -------------------------------- | ------ |
| Canada (Canadian Hot 100)        | 54     |
| US Billboard Hot 100             | 53     |
| US Adult Top 40 (Billboard)      | 39     |
| US Dance Club Songs (Billboard)  | 34     |
| US Mainstream Top 40 (Billboard) | 25     |